# Radnička stranka (Urugvaj)
Radnička stranka Urugvaja (špa. Partido de los Trabajadores) je krajnje ljevičarska politička stranka u Urugvaju. Osnovana je 1984. godine u Montevideu s ciljem promicanja trockizma i socijalizma. Na nekim područjima političke djelatnosti surađuje s Komunističkom partijom Urugvaja, iako s njom ne dijeli mišljenja o organizaciji komunističkog društva. Stranka i svoje glasilo, Tribuna de los Trabajadores, u kojem izvještava o događajima unutar stranke i političkoj sceni Urugvaja.
Iako je stranka lijeve političke orijentacije, u Urugvaju nema veliku podršku. Na općim izborima 2014. osvojila je 3.218. glasova, odnosno 0,14 % ukupnih glasova birača, što je najbolji izborni rezultat stranke u njezinoj povijesti.
Trenutačni predsjednik i vođa stranke je Rafael Fernández Rodríguez.

## Vanjske poveznice
- (šp.) Službene stranice stranke